# ジェンヌゆかり
ジェンヌゆかり（1968年10月31日 - ）は、日本の元女子プロレスラー。本名：大沢 ゆかり（おおさわ ゆかり）。身長163cm、体重65kg、血液型A型。神奈川県川崎市出身。

## 所属
- ジャパン女子プロレス（1986年 - 1992年）
- LLPW（1992年 - ）

## 経歴
- 1988年1月10日、ジャパン女子プロレス後楽園ホール大会の対溝口真理子戦において本名の大沢ゆかりでデビュー。後にリングネームを「沙羅ゆかり」に改名。
- 1993年、テレビ番組『チャレンジ大魔王』の企画で宝塚歌劇団のキャラになり、リングネームも「ジェンヌゆかり」に改め再デビュー。

しかし対戦相手の遠藤美月が企画（エンターテイメント路線そのものにも）に反発的で、シュートを仕掛けられ戦意喪失。その後も蹴りによる制裁を一方的に受けた。試合後、セコンドについていた出演者と一触即発の睨み合いというハプニングが起き、マスコミから「素人が神聖なリングにあがってプロと睨み合いとは」と叩かれた。
- その後、異性との関係で失踪、行方不明になった[要出典]。しかし、近年になりごく親しい人との交流は再開した模様である[1]。

## 得意技
ジェンヌドライバー